# 정해리
정해리는 대한민국의 드라마 작가이다. 

## 드라마
- 2010년  MBC 일요 드라마극장 - 나야, 할머니(집필)
- 2011년  MBC 창사특별기획드라마 《계백》(공동집필)
- 2013년  MBC 드라마페스티벌 2013 《드라마 페스티벌-불온》(공동집필)
- 2017년  MBC 수목미니시리즈 《군주 - 가면의 주인》(공동집필)
- 2021년  MBC 금토미니시리즈 《옷소매 붉은 끝동》(집필)

## 수상 목록
- 2021년 MBC 연기대상 극본상